# Cueta mosambica
Cueta mosambica is een insect uit de familie van de mierenleeuwen (Myrmeleontidae), die tot de orde netvleugeligen (Neuroptera) behoort. 
Cueta mosambica is voor het eerst wetenschappelijk beschreven door Navás in 1914.